# Pomorze (Stary Gózd)
Pomorze – część wsi Stary Gózd w Polsce położona w województwie mazowieckim, w powiecie białobrzeskim, w gminie Stara Błotnica.
W latach 1975–1998 Pomorze administracyjnie należało do województwa radomskiego.
Wierni Kościoła rzymskokatolickiego należą do parafii św. Józefa w Starym Goździe.